# Die lustige Witwe (1934)
Die lustige Witwe ist ein US-amerikanischer Musikfilm von Ernst Lubitsch aus dem Jahr 1934. Er beruht auf der gleichnamigen Operette von Franz Lehár.

## Inhalt
Das Königreich Marshovia, ein Kleinstaat zwischen Österreich-Ungarn und Rumänien, im Jahr 1885: Gerade ist mit Sonia die reichste Witwe Marshovias heimgekehrt. Seit Juli 1884 trauert sie um ihren Ehemann, kleidet sich schwarz und ist melancholisch. Erst die Begegnung mit dem frechen Grafen und Hauptmann der Garde Danilo, dem sie nur verschleiert entgegentritt, reißt sie aus ihrer Lethargie. Zwar ist sie empört, wie offen der Frauenheld Danilo ihr seine Liebe erklärt, doch reist sie nun ohne ihre Witwenkleider nach Paris, um sich zu amüsieren.
In Marshovia stehen nach Sonias Abreise die Zeichen auf Panik. Vor allem der gutmütige König Achmet ist besorgt, da Sonia über 50 % des Staates in ihrem Besitz hat und eine Heirat von Sonia mit einem Nicht-Marshovianer das Ende seiner Regentschaft bedeuten könnte. Als er seine einfältige Ehefrau Dolores in flagranti mit Graf Danilo erwischt, fasst er einen Plan: Danilo soll nach Paris gehen und mit seinen Verführungskünsten Sonia so lange umgarnen, bis sie in eine Heirat einwilligt. Natürlich ist Danilo einverstanden.
In Paris trifft er auf seine unzähligen Liebschaften. Er begibt sich ins Maxim’s und wird auf seiner Fahrt dahin von Sonia gesehen, die nun ebenfalls ins Maxim’s geht, wo sie Danilo begegnet. Der jedoch erkennt sie nicht, hat er sie zuletzt doch nur in Witwenkleidung und verschleiert gesehen. Er hält sie für ein Mädchen des Maxim’s, kaum mehr als ein Freudenmädchen, ihm jedoch umso lieber, da man mit ihnen Spaß ohne Verpflichtung haben kann. Sonia spielt das Spiel mit, stellt sich ihm als „Fifi“ vor und verliebt sich im Laufe des Abends dennoch ernsthaft in ihn. Danilo wiederum erkennt bald, dass er es offenbar nicht mit einer Maxim’s-Frau zu tun hat, hat ihr jedoch zu dem Zeitpunkt bereits anvertraut, dass er nur mit Frauen spiele. Als sie ihn verlässt, bemerkt er, dass er sie tatsächlich liebt.
Die marshovianische Botschaft in Paris hat am nächsten Tag viel mit Danilo vor. Zuerst will Botschafter Popoff den Ehrengast des Botschaftsballs Sonia mit seinem Gerede langweilen und anschließend soll Danilo – keiner ahnt, dass er und Sonia sich kennen – als Retter erscheinen und nach Popoffs langweiligem Gerede umso attraktiver wirken. Die Pläne sind strengstes Staatsgeheimnis. Danilo jedoch hat sich nach Sonias Flucht aus dem Maxim’s betrunken und muss von seinem Diener am nächsten Morgen in die Uniform gezwungen werden. Im Delirium verkündet Danilo, dass er „die Witwe“ auf keinen Fall ehelichen werde. Wie ein Lauffeuer verbreitet sich die Nachricht in Paris. Das Zusammentreffen von Danilo und Sonia verläuft von ihrer Seite kühl, Danilo jedoch ist begeistert, seine „Fifi“ wiederzusehen. Er überzeugt sie, dass er sie tatsächlich liebe, als der inkompetente Popoff im Nebensaal bereits lautstark die Heirat von Danilo und Sonia verkündet. Sonia wirft Danilo nun vor, auch nur nach ihrem Geld her zu sein und er bestätigt es, da sie ihm seine Liebe sowieso nicht glauben würde. Während Sonia ihn verlässt und sich auf dem Ball amüsieren geht, wird Danilo wegen Hochverrats verhaftet.
In Marshovia wird ihm der Prozess gemacht, weil er im Rausch den Plan des Staates ausgeplaudert hat und dies letztlich dazu führte, dass Sonia in Paris blieb und König Achmet nun bereits seine Krone in einem der zahlreichen Umzugskartons des Königspaares verstaut. Beim Prozess erscheint unerwartet Sonia und verkündet, dass Danilo kein Verräter ist. Im Gegenteil: Er hat sie so perfekt getäuscht, wie es nur möglich war. Als Danilo von ihr auch im Kreuzverhör bestätigt bekommt, dass sie nicht an seine Liebe zu ihr glaubt, bekennt er sich schuldig – „lassen Sie meine Bestrafung eine Warnung sein für alle Männer. Jeder Mann, der durchs Leben tanzen könnte mit Hunderten von Frauen und es vorzieht, mit einer durchs Leben zu wandern, den sollte man hängen!“ Sein Schlusswort im Prozess wird von den anwesenden Ehemännern begeistert aufgenommen.
Danilo wird inhaftiert und im Gefängnis von Sonia besucht. Geschickt eingefädelt von König und Botschafter werden beide in einer Zelle eingesperrt und kommen sich über eine Streitphase am Ende doch so nahe, dass sie sich noch in der Zelle das Ja-Wort geben.

## Produktion
Die Dreharbeiten fanden vom 9. April bis 23. Juli 1934 in den MGM Studios in Culver City statt. Die Premiere war am 11. Oktober 1934 in New York City. Die Kostüme des Films stammen von Ali Hubert, die Kostüme von Jeanette MacDonald schuf Adrian.
Zeitgleich mit dem amerikanischen Film drehte Lubitsch eine französische Version mit anderen Nebendarstellern. Der Film erschien ebenfalls im Jahr 1934 unter dem Titel La Veuve joyeuse.

## Kritik
Das Lexikon des Internationalen Films bezeichnete Die lustige Witwe als Operettenverfilmung „mit ironischer Distanz. [Lubitsch] schuf – durch die Hinzufügung witziger Handlungsdetails, durch den eleganten Einsatz der Musik und brillante Bildgestaltung – eine knisternd erotische Atmosphäre. Nicht ohne Altersspuren, aber sehr amüsant.“
Der Evangelische Film-Beobachter zog folgendes Fazit: „Eine Verfilmung der Lehar-Operette, die dank der spritzigen Regie Lubitschs wohl über manchen anderen Film-Versionen dieses Stückes steht, jedoch von heute aus gesehen etwas antiquiert wirkt.“

## Auszeichnungen
Fredric Hope und Cedric Gibbons wurden 1935 für Die lustige Witwe mit dem Oscar für das beste Szenenbild ausgezeichnet.